# Sta scherzando, Mr Feynman!
"Sta scherzando, Mr. Feynman!" Vita e avventure di uno scienziato curioso ("Surely You're Joking, Mr. Feynman!": Adventures of a Curious Character) è una raccolta di aneddoti a carattere autobiografico dello scienziato statunitense Richard Feynman, edito in originale nel 1985 e pubblicato in Italia da Zanichelli nel 1988. Le memorie del celebre fisico sono state raccolte dall'amico Ralph Leighton, suo compagno di performance percussionistiche.

## Contenuto
Il libro raccoglie una serie di episodi narrati dallo stesso scienziato, riguardanti l'intero arco della sua vita, partendo da quando ancora ragazzo si era creato la fama di riparatore "magico" di apparecchi radio, passando poi per il periodo degli studi universitari al MIT, dove una fervida curiosità per tutti i campi della conoscenza e la sua peculiare propensione allo scherzo avevano trovato numerose occasioni di soddisfazione. Qualità che anche nel successivo periodo di dottorato a Princeton gli avevano procurato fama di persona sicuramente competente e stimolante ma non particolarmente seria. Il che non gli impedì, in occasione della prima esperienza da oratore in una conferenza su argomenti di fisica teorica, di ritrovare tra il pubblico gente come Henry Norris Russell, John von Neumann, Wolfgang Pauli, ed Albert Einstein.
Tutto ciò mantenendo sempre un grande interesse per ogni manifestazione dello scibile umano, con la conseguenza di ritrovarsi coinvolto in esperimenti talvolta molto distanti dal proprio consueto settore di ricerca, con esiti non sempre brillanti. E non ancora completato il ciclo di studi, con una guerra mondiale da vincere, il volenteroso Feynman decide di dare una mano allo zio Sam, dapprima occupandosi di improbabili congegni balistici, e poi a Los Alamos, nel progetto Manhattan, inizialmente nella posizione di ultima ruota del carro, circondato da personaggi del calibro di Arthur Compton, Frank Oppenheimer, Niels Bohr, Enrico Fermi, Emilio Segrè, i quali non ci misero molto ad inquadrare quell'indisponente giovanotto, affidandogli incarichi sempre più impegnativi, dove non mancava di sfoggiare talenti singolari, come riuscire ad aprire quasi ogni serratura o cassaforte, gettando regolarmente nel panico i responsabili della sicurezza del progetto. Rendendo ancora più surreale e divertente scoprire a guerra finita, durante la tradizionale visita medica di leva, di non raggiungere un profilo psichico sufficientemente equilibrato per poter vestire la divisa.
Il ritorno alla normale carriera accademica si rivela più problematico del previsto, accompagnandosi ad un frustrante blocco nel lavoro di ricerca, per fortuna solo temporaneo. Rimane comunque lo stimolante impegno dell'insegnamento, che lo porta anche all'estero, dove il nostro Dick riesce a farsi valere nel ruolo di percussionista, esibendosi in un gruppo di samba. E nel tempo libero, c'è la ricerca di amicizie femminili per qualche serata divertente in compagnia dell'altro sesso, un campo in cui lo scienziato è costretto a cercare consigli da chi ha più esperienza, scoprendo anche in questo caso cose utili ed interessanti. Ed anche per mettere a frutto queste conoscenze (e per ritrovarsi circondato da gente del calibro di Matthew Meselson), dopo un estenuante tira e molla, il nostro approda al Caltech, che si rivela in effetti il posto giusto, ispirando alcune importanti ricerche. Ma permane anche l'interesse per settori molto diversi, e dopo i bongo, tocca alla pittura; il percorso di apprendimento sarà piuttosto arduo, ma ancora una volta Feynman si ritrova a raccogliere soddisfazioni, anche se effimere.
Meno soddisfacente si rivela invece il rapporto con branche del sapere in cui l'unica regola gli sembra essere l'autoreferenzialità: teologia, sociologia e filosofia, ed anche nella scelta dei libri di testo scolastici per le scuole pubbliche le frustrazioni non mancheranno. L'insofferenza verso gli impegni ufficiali e le regole di società si manifesta anche nell'occasione dell'assegnazione del Nobel, con il suo seguito di fama spesso inopportuna. Il libro si conclude con la trascrizione di una conferenza, in cui vengono messe in ridicolo alcune teorie pseudoscientifiche, mostrandone i molti parallelismi con il fenomeno del Cargo cult, e come il rigore metodologico, definito dal concetto di integrità scientifica, sia la componente fondamentale per distinguere cosa è scienza da cosa non lo è.

## Edizioni
Richard Feynman, Sta scherzando, Mr. Feynman! Vita e avventure di uno scienziato curioso, traduzione di Sylvie Coyaud, revisione scientifica di Antonella Fruscione, Le ellissi, Bologna, Zanichelli, giugno 1988  [1985], ISBN 88-08-03718-5.